# Amegilla amymone
Amegilla amymone es una especie de abeja excavadora perteneciente al género Amegilla, categorizada en la tribu Anthophorini, de la subfamilia Apinae. Fue descrita científicamente por el entomólogo Charles Thomas Bingham en 1896.
Cuenta con una banda oscura cubierta de pelaje en medio del pecho; parte del abdomen está cubierto de pelaje amarillo.

## Distribución
Se distribuye por Asia, en la India, en el estado de Goa y en Indonesia, en la isla de Sumatra.